# Taal (vulkan)
Taal je vulkan na otoku Luzon na Filipinima.
To je drugi najaktivniji vulkan na Filipinima s 33 povijesne erupcije. Sve ove erupcije događale su se na vulkanskom otoku, koji se nalazi usred jezera Taal. Jezero je nastalo pretpovijesnim erupcijama između 140,000 do 5,380 pr. Kr. Vulkan i jezero predstavljaju jedan od najslikovitijih i atraktivnijih prizora na Filipinima. Vulkan se nalazi oko 50 km južno od glavnog grada Manile.
Imao je nekoliko silovitih erupcija u prošlosti, koji su uzrokovali gubitak ljudskih života na otoku i naseljenim područjima oko jezera. Procjenjuje se, da je poginulo oko 5000 do 6000 ljudi. 
Zbog svoje blizine naseljenim područjima i eruptivne prošlosti, vulkan je uvršten u 16 svjetskih vulkana u izboru međunarodne organizacije IAVCEI, koje bi trebalo detaljno istražiti, kako bi se spriječilo buduće prirodne katastrofe. Svi vulkana na Filipinima dio su Pacifičkog vatrenog prstena.

## Galerija
- Panorama
- Glavni krater
- Pogled na vulkan
- Satelitska snimka
- Pogled iz grada Tagaytay
- Panorama